# Federación Internacional de Asociaciones de Controladores de Tránsito Aéreo
La Federación Internacional de Asociaciones de Controladores de Tránsito Aéreo (IFATCA) (en inglés: International Federation of Air Traffic Controllers' Associations) reúne a las asociaciones profesionales de controladores de tránsito aéreo de todo el mundo. En total, representa a más de 130 de estas organizaciones, con una membresía combinada de más de 50.000 controladores de tráfico aéreo.
La Federación tiene su sede en Suiza y mantiene una oficina permanente en Montreal, Quebec, Canadá.
Los objetivos de esta federación incluyen promover la seguridad, la eficiencia y la regularidad de la navegación aérea internacional, ayudar en el desarrollo de sistemas, procedimientos e instalaciones de control del tráfico aéreo y promover el conocimiento y la eficiencia profesional entre los controladores del tráfico aéreo.
Lo hacen cooperando estrechamente con las autoridades de aviación nacionales e internacionales y, como tal, están representados en un gran número de organismos que analizan los desarrollos presentes y futuros en el control del tráfico aéreo.
Su objetivo final es una federación mundial de asociaciones de controladores de tránsito aéreo.
La Federación publica una revista trimestral, denominada "The Controller" (en español: "El Contralor" ó "El Controlador").

## Región de las Américas
La Región IFATCA AMA está formada por asociaciones miembro de países del hemisferio occidental. Ellos son: Argentina, Aruba, Bahamas, Barbados, Bermuda, Bolivia, Brasil, Canadá, Chile, Costa Rica, Curazao, Estados Unidos, Granada, Guyana, Haití, Jamaica, México, Panamá, Perú, República Dominicana, Santa Lucía, Trinidad y Tobago y Uruguay.

## Día Internacional del Controlador Aéreo
El Día Internacional del Controlador Aéreose celebra cada 20 de octubre.En coincidencia con la fecha en que se constituyó en 1961 la Federación Internacional de Asociaciones de Controladores de Tránsito Aéreo.
Películas donde los controladores aéreos juegan un papel importante 
- Top Gun.
- El aviador.
- Dónde está el piloto
- Aterrizaje forzoso.
- Pasajero 57.
- Aeropuerto 75.
- Duro de Matar 2.
- El vuelo.
- Decisión critica.
- Whisky Romeo Zulu.